# یاماکای
یاماکای (انگلیسی: Yamakay) یک شهرک در شهرستان بلاگووارسکی باشقیرستان کشور روسیه است.